# 에이브러햄 로빈슨
에이브러햄 로빈슨(독일어: Abraham Robinso(h)n 아브라함 로빈존[*], 히브리어: אַבְרָהָם רוֹבִּינְזוֹן 아브라함 로빈존 IPA: [avraˈham ˈrobinzon], 영어: Abraham Robinson 에이브러햄 로빈슨[*] IPA: [ˈeɪbɹəhæm ˈrɒbɪnsən], 1918–1974)은 비표준해석학을 창시한 수학자이다.

## 생애
당시 독일 제국에 속해 있었던 바우브지흐(오늘날 폴란드에 소속)의 유대인 가정에 태어났다. 로빈존 가족의 본명은 독일어식 철자인 독일어: Robinsohn 로빈존[*]이었으나, 이후 1940년에 영어식으로 "h"를 생략하였다.
로빈존 가족은 시온주의를 지지하였으며, 1933년에 로빈슨은 15세의 나이에 당시 영국 위임통치령 팔레스타인의 예루살렘으로 이민하였다. 예루살렘 히브리 대학교에서 학사 학위를 수여받았다.
제2차 세계 대전이 발발할 당시 로빈슨은 프랑스에 있었는데, 기차와 발품을 통해 겨우 영국 런던으로 탈출하였다. 이 과정은 로빈슨이 독일 여권을 갖고 있었고, 자세한 프랑스 지도를 갖고 있었기 때문에 프랑스군의 의심을 받아 특히 힘들었다. 런던에 도착한 로빈슨은 프랑스 공화국 임시 정부 공군의 일원이 되었다. 로빈슨은 수학 능력 덕택에 직접 전투에 참전하지 않았고, 대신 전투기 날개의 공기역학을 연구하였다.
전후 1946년에 크랜필드 대학교(Cranfield University) 공기역학과 강의원(senior lecturer)이 되었고, 같은 해 예루살렘 히브리 대학교에서 석사 학위를 수여받았다. 1949년에 런던 대학교에서 박사 학위를 수여받았다.
1951년에 토론토 대학교 응용수학과 교수가 되었고, 1957년에 아브라함 프렝켈의 자리를 채워 예루살렘 히브리 대학교 수학과장이 되었다. 1962년에는 캘리포니아 대학교 로스앤젤레스의 수학·철학과로 옮겼고, 1967년에는 예일 대학교로 옮겼다.
1974년에 췌장암으로 사망하였다.

## 참고 문헌
- Dauben, Joseph Warren (1995). 《Abraham Robinson: The creation of nonstandard analysis, a personal and mathematical odyssey》 (영어). Princeton University Press. ISBN 978-069103745-5. Zbl 0933.01025.